# Fatai Alashe
Abdul-Fatai Alashe (Southfield, Míchigan, EE. UU., 21 de octubre de 1993) es un futbolista estadounidense. Juega de centrocampista.

## Trayectoria

### Inicios
Alashe los cuatro años de su carrera universitaria en la Universidad Estatal de Míchigan, equipo para el cual jugó 86 partidos, acumulado ocho goles y ocho asistencias.
También jugó en el Premier Development League para el Reading United y los Portland Timbers U23s.

### San Jose Earthquakes
El 15 de enero de 2015 fue seleccionado en la primera ronda del SuperDraft de la MLS de 2015 (4.º en la general) por el San Jose Earthquakes. Hizo su debut el 7 de marzo en la derrota 0-1 frente al FC Dallas, y anotó su primer gol en la liga y en la historia del Avaya Stadium dos semanas después en la victoria 2-1 contra el Chicago Fire.

### FC Cincinnati
Luego de pasar a préstamo al FC Cincinnati en la temporada 2018, fichó permanentemente con el club para la temporada 2019 por 135 .000 $.

## Clubes
| Club                      | País           | Año       |
| ------------------------- | -------------- | --------- |
| Reading United            | Estados Unidos | 2013      |
| Portland Timbers sub-23   | Estados Unidos | 2014      |
| San Jose Earthquakes      | Estados Unidos | 2015-2018 |
| Reno 1868 F. C. (cesión)  | Estados Unidos | 2017      |
| F. C. Cincinnati (cesión) | Estados Unidos | 2018      |
| F. C. Cincinnati          | Estados Unidos | 2019-2020 |
| Columbus Crew S. C.       | Estados Unidos | 2020      |
| Sacramento Republic       | Estados Unidos | 2021      |